# درازبال سوسکی
درازبال سوسکی (نام علمی: Eomeropidae) نام یک تیره از راسته منقارسران است.